# Sweet Charity
Pour le film, voir Sweet Charity (film).
Sweet Charity est une comédie musicale, musique de Cy Coleman, paroles de Dorothy Fields et livret de Neil Simon d'après le film Les Nuits de Cabiria de Federico Fellini, créée à  Broadway en 1966. Mise en scène et chorégraphiée par Bob Fosse pour sa femme (et muse) Gwen Verdon, elle a été nommée neuf fois aux Tony Awards, remportant le Tony Award de la meilleure chorégraphie.
Elle a été adaptée pour l'écran en 1969 par Bob Fosse lui-même (signant là sa première réalisation) avec Shirley MacLaine dans le rôle de Charity et John McMartin reprenant son rôle créé de Broadway.

## Synopsis

### Acte I
Charity Hope Valentine est entraîneuse au Fandango Ballroom à New York. Sac à bandoulière et cœur tatoué sur l'épaule gauche, elle retrouve son petit ami Charlie à Central Park. Pendant que Charlie se pavane en silence, Charity lui dit à quel point elle le trouve beau (You Should See Yourself). Soudain il lui vole son sac à main et la pousse dans le lac avant de s'enfuir. Les passants assistent à la scène sans intervenir, jusqu'à ce qu'un jeune espagnol vienne à son secours. De retour au Fandango, Charity tente de se convaincre, en même temps que les autres filles sceptiques, que Charlie a tenté de la sauver. Nickie, une collègue, dit à Charity que son problème est qu'elle « dirige son cœur comme un hôtel : les hommes s'enregistrent et partent sans arrêt ». Le directeur, Herman, entre pour leur dire qu'il est temps de se mettre au travail. Les danseuses offrent leurs services aux clients (Big Spender). Hélène et Nickie tentent de réconforter Charity à propos du départ de Charlie (Charity's Soliloquy).
Dans la rue, après le travail, Charity donne quelques pièces à chaque mendiant qui s'approche d'elle jusqu'à ce qu'elle se rende compte qu'elle n'a plus d'argent. Au même moment, la star de cinéma Vittorio Vidal se précipite hors de l'élégant Pompeii Club, à la poursuite de sa belle maîtresse, Ursula. Ursula refuse de retourner à l'intérieur avec Vittorio, qui embarque à défaut une Charity bien plus docile. À l'intérieur du club, les fêtards dansent la nouvelle danse à la mode : The Rich Man's Frug. N'ayant pas mangé depuis le petit déjeuner, Charity s'évanouit. Les danseurs s'accordent sur le fait qu'elle doit rester « allongée ». Vittorio demande où, Charity a suffisamment de force pour répondre : « Dans votre appartement ! ».
Allongée sur le lit de Vittorio, Charity prétend qu'elle n'a plus faim. Elle admet qu'elle est hôtesse dans un dancing. Vittorio est frappée par son humour et son honnêteté. Charity lui demande une photo dédicacée pour prouver aux filles qu'elle était vraiment dans son appartement. Tandis que Vittorio va chercher quelques accessoires de vieux films pour plus de preuves, Charity remercie sa bonne étoile (If My Friends Could See Me Now). Ursula revient pour s'excuser ; Vittorio enferme alors Charity dans un placard (Too Many Tomorrows). Charity assiste à travers la porte à la réconciliation de Vittorio et Ursula. Le lendemain matin, Charity est escortée hors de la pièce par un Vittorio mortifié. Au Fandango, les filles sont déçues que Charity n'ait pas réussi à tirer le meilleur parti de Vittorio. Nickie annonce qu'elle ne restera là pour toujours, ce qui incite les filles à spéculer sur d'autres carrières (There's Gotta Be Something Better Than This), mais Herman les rappelle à la réalité. Charity décide de parfaire sa culture au centre communautaire de la 92nd Street Y (en), où elle reste coincée dans un ascenseur avec le timide comptable Oscar Lindquist. En essayant de le calmer, Charity apprend qu'il n'est pas marié. Après avoir aidé Oscar à surmonter sa claustrophobie (I'm the Bravest Individual), le duo cède à la panique lorsque les lumières cessent de fonctionner.

### Acte II
Après avoir été libérés, Oscar propose à Charity de l'accompagner à l'église, ce qu'elle accepte avec hésitation. L'église Rhythm of Life se révèle être un haut lieu de la culture hippie (Rhythm of Life). Un raid de police interrompt la réunion. Rentrant en métro, Oscar essaie de deviner le métier de Charity, suggérant qu'elle travaille dans une banque. Charity n'ose pas lui révéler la vérité et explique qu'elle travaille en effet pour la First National City de Williamsburg. Alors qu'ils se séparent, Oscar lui embrasse la main, et la surnomme « Sweet Charity » (« Douce Charité ») (Sweet Charity).
Deux semaines plus tard, alors qu'Oscar et Charity ont continué à sortir ensemble, cette dernière ne lui a toujours pas avoué ce qu'elle fait pour gagner sa vie. Au parc d'attractions de Coney Island, ils sont de nouveau coincés sur le Parachute Jump. Cette fois, Oscar garde son calme tandis que Charity a peur de succomber à nouveau au charme d'un homme… ce qui arrive quelques instants plus tard. Sous les yeux de la foule, le couple s'embrasse. Par une nuit calme au Fandango, Charity se fait souffler l'un des rares clients par une nouvelle collègue, Rosie. Dégoûtée, elle démissionne. Cependant, à Times Square, elle se demande quelle est l'alternative (Where Am I Going?). Elle envoie un télégramme à Oscar en lui demandant de la retrouver à la Barney's Chile Hacienda. Une fois arrivée, elle lui avoue qu'elle est hôtesse ; il avoue à son tour qu'il le sait déjà, l'ayant suivie une nuit et l'ayant regardée danser. Il dit qu'il s'en fiche et qu'il veut l'épouser. Soulagée et ravie, Charity part faire sa valise sur laquelle est imprimé « Almost Married »  (I'm A Brass Band).
Après une soirée d'adieu au dancing (I Love to Cry at Weddings), Charity et Oscar marchent dans le parc quand il lui annonce qu'il ne peut finalement pas l'épouser, étant incapable d'arrêter de penser aux « autres hommes ». Il la pousse dans le lac et s'enfuit. Émergeant du lac, Charity s'adresse au public : « Did you ever have one of those days? » (« Vous avez déjà vécu une journée pareille ? »). Se rendant compte que contrairement à Charlie, Oscar n'a pas volé son sac, elle hausse les épaules et reprend son chemin en dansant.
La scène s'obscurcit sur trois enseignes au néon : And so she lived … hopefully … ever after (« Et c'est ainsi qu'elle vécut, espérant toujours, jusqu'à la fin des temps »).

## Distribution de la création
- Gwen Verdon : Charity
- Helen Gallagher : Nickie
- James Luisi : Vittorio Vidal
- John McMartin : Oscar
- Thelma Oliver : Helene
- Sharon Ritchie : Ursula
- Barbara Sharma : Rosie
- Arnold Soboloff : Daddy Johann Sebastian Brubeck
- John Wheeler : le premier policier / Herman
- Ruth Buzzi : la femme au chapeau  / la réceptionniste  / la bonne fée
- Elaine Cancilla : la vielle fille  / Ensemble
- Carmen Morales : Carmen / Ensemble
- Michael Davis : Mike / Ensemble
- Gene Foote : le vendeur de glaces / Ensemble
- Eddie Gasper : Frère Eddie / Ensemble
- David Gold : le deuxième policier  / Barney / Ensemble
- I.W. Klein : le portier  / Ensemble
- Harold Pierson : Frère Harold / Ensemble
- Lee Roy Reams : le jeune Espagnol / Ensemble
- John Sharpe : le joueur de foot / Ensemble
- John Stratton : le serveur
- Bud Vest : Manfred / Ensemble
- Suzanne Charny, Betsy Dickerson, Kathryn Doby, Alice Evans, Patrick Heim, Mary Louise, Charlene Ryan, Christine Stewart : Ensemble

## Numéros musicaux
| Acte I - Overture - You Should See Yourself – Charity - Big Spender – Nickie, Helene et les filles - Charity's Soliloquy – Charity - Rich Man's Frug – Ensemble - If My Friends Could See Me Now – Charity - Too Many Tomorrows – Vittorio - There's Gotta Be Something Better Than This – Nickie, Helene et Charity - I'm The Bravest Individual – Charity et Oscar | Acte II - The Rhythm Of Life – Daddy Brubeck et l'Ensemble - Baby, Dream Your Dream – Nickie et Helene - Sweet Charity – Oscar - Where Am I Going? – Charity - I'm A Brass Band – Charity et l'Ensemble - I Love To Cry At Weddings – Herman, Rosie, Nickie, Helene et l'Ensemble |

## Productions

### Production originale
Après des avant-premières au Fisher Theatre de Detroit, la comédie musicale est créée au Palace Theatre de  Broadway le 29 janvier 1966 et s'est clôturée le 15 juillet 1967 après 608 représentations. Conçu, mis en scène et chorégraphié par Bob Fosse, il met en vedette Gwen Verdon, John McMartin, Helen Gallagher, Thelma Oliver, James Luisi, Arnold Soboloff, Sharon Ritchie et Barbara Sharma. La conception du décor et des lumières est due à Robert Randolph, les costumes sont d'Irene Sharaff. La production est nommée pour 9 Tony Awards en 1966, remportant celui de la meilleure chorégraphie.
La production australienne, produite par JC Williamson, avec Nancye Hayes dans le rôle de Charity et Peter Adams dans celui d'Oscar, débute  le 21 janvier 1967 au Her Majesty's Theatre à Sydney avant de se jouer à Melbourne et Adélaïde.
Elle ouvre ses portes dans le West End de Londres au Prince of Wales Theatre en octobre 1967, pour 476 représentations,.

### Paris, 1970
La comédie musicale est créée à Paris au théâtre des Champs-Élysées le 14 octobre 1970 dans une version française d'Albert Husson et Jacques Plante et une mise en scène de Robert Manuel, avec Magali Noël (Charity), Jacques Duby (Oscar), Colette Marchand (Nickie), France Arnell (Hélène), Dominique Tirmont (Big Daddy), Sydney Chaplin (Marlon Grant), Louis Navarre  (Herman) et Carole Leroy (Ursula).

### Broadway, 1986
Une reprise à Broadway se tient au Minskoff Theatre du 27 avril 1986 au 15 mars 1987, avec 369 représentations et 15 avant-premières. Debbie Allen joue le rôle de Charity, Bebe Neuwirth celui de Nickie, Allison Williams celui d'Helene et Michael Rupert celui d'Oscar. Gwen Verdon remonte la chorégraphie de son époux, Bob Fosse, trop souffrant (il meurt en septembre 1987). La production remporte quatre Tony Awards, dont celui de la meilleure reprise. Quand Allen quitte le spectacle, Ann Reinking reprend le rôle.

### Concert caritatif, 1998
Le 15 juin 1998, Broadway Cares / Equity Fights AIDS présente l’œuvre en concert au Avery Fisher Hall du Lincoln Center avec Chita Rivera, Bebe Neuwirth, Donna McKechnie, Debbie Allen et, dans sa dernière apparition sur scène, Gwen Verdon, toutes dans le rôle partagé de Charity.

### Londres, 1998
Une reprise West End a lieu du 19 mai 1998 au 15 août 1998 au Victoria Palace Theatre, chorégraphié par Stephen Mear et mettant en vedette Bonnie Langford.

### Broadway, 2005
Christina Applegate fait ses débuts dans le rôle  à Broadway au Al Hirschfeld Theatre le 4 mai 2005, après une tournée en avant-première dans trois villes ayant démarrée le 8 février. Le spectacle entre en production à partir du 25 janvier 2005, au Historic Orpheum Theatre de Minneapolis. Applegate se casse le pied à Chicago, le deuxième arrêt de la tournée, et est remplacé par sa doublure, Charlotte d'Amboise. Lors de la dernière étape de la tournée à Boston, les producteurs annoncent que la production ne se poursuivrait pas à Broadway en raison d'un manque d'intérêt du public mais Applegate les convainc de continuer et rejoint la distribution qui comprend également Denis O'Hare dans le rôle d'Oscar, Shannon Lewis dans celui d'Ursula et Ernie Sabella dans celui d'Herman. Le spectacle est nommé pour trois Tony Awards, dont meilleure reprise d'une comédie musicale et meilleure actrice dans une comédie musicale pour Applegate. Elle se joue 279 fois à Broadway jusqu'au 31 décembre 2005.
Une tournée nationale démarre en septembre 2006 et s'achève en août 2007. Elle met en vedette Molly Ringwald, puis Paige Davis dans le rôle de Charity.

### Londres, 2009
Une reprise du spectacle avec Tamzin Outhwaite dans le rôle de Charity a lieu à la Menier Chocolate Factory de Londres du 21 novembre 2009 au 7 mars 2010 avant d'être transférée dans le West End au Theatre Royal Haymarket jusqu'au 6 novembre 2010, bien qu'elle soit programmée jusqu'en janvier 2011. C'est la première production majeure à avoir le même acteur (Mark Umbers) pour jouer les trois prétendants de Charity : Charlie, Vittorio et Oscar. De même, Josefina Gabrielle joue à la fois Nickie et Ursula tandis que Tiffany Graves joue le rôle d'Helene. La production reçoit trois nominations aux Laurence Olivier Awards : Meilleure reprise d'une comédie musicale, Meilleure chorégraphie pour Stephen Mear et Meilleure actrice dans un second rôle d'une comédie musicale pour Josefina Gabrielle.

### Sydney tournée australienne, 2014-2015
Le spectacle est la première production du nouveau Hayes Theatre Co à Potts Point, Sydney. Mis en scène par Dean Bryant et chorégraphié par Andrew Hallsworth, il met en vedette Verity Hunt-Ballard dans le rôle de Charity et Martin Crewes dans celui de Charlie, Vittorio et Oscar,,.
Verity Hunt-Ballard remporte le prix Helpmann 2014 de la meilleure actrice dans une comédie musicale, tandis que Dean Bryant et Andrew Hallsworth remportent respectivement les Helpmanns de la meilleure mise en scène et de la meilleure chorégraphie. Le spectacle remporte également  plusieurs Sydney Theatre Awards dont meilleure production d'une comédie musicale, meilleure actrice dans un rôle principal dans une comédie musicale et meilleure second rôle féminin dans une comédie musicale (Debora Krizak).
La production est transférée au Playhouse de l'Opéra de Sydney du 15 janvier 2015 au 8 février 2015,, avant de partir en tournée au Canberra Theatre Center, au Arts Centre Melbourne Playhouse et au Illawarra Performing Arts Center à Wollongong.

### Off-Broadway, 2016
La comédie musicale est présentée Off-Broadway par The New Group au Pershing Square Signature Center à partir du 20 novembre 2016. Mise en scène par Leigh Silverman sur une chorégraphie de Joshua Bergasse, la distribution met en vedette Sutton Foster (Charity), Asmeret Ghebremichael (Nickie), Shuler Hensley (Oscar), Emily Padgett (Hélène) et Joel Perez,.

### Off-West End, 2019
En avril 2019, le Donmar Warehouse remonte la production du 6 avril 2019 au 8 juin 2019 avec Anne Marie-Duff dans le rôle de Charity, Arthur Darvill dans celui d'Oscar et une pléiade d'acteurs invités dont Adrien Lester et Beverly Knight. C'est la dernière production de Josie Rourke en tant que directrice artistique du Donmar.

## Distinctions

### Récompenses
- Tony Awards 1966 : Meilleure chorégraphie pour Bob Fosse

- Drama Desk Awards 1986 :  Meilleur second rôle masculin dans une comédie musicale pour Michael Rupert
- Tony Awards 1986 : 
  - Meilleure reprise d'une comédie musicale
  - Meilleur second rôle masculin dans une comédie musicale pour Michael Rupert
  - Meilleur second rôle féminin dans une comédie musicale pour Bebe Neuwirth
  - Meilleurs costumes pour une comédie musicale pour Patricia Zipprodt

- Drama Desk Awards 2005 : Meilleur second rôle féminin dans une comédie musicale pour Denis O'Hare

- Helpmann Awards (en) 2014[22] :
  - Meilleure mise en scène pour une comédie musicale pour Dean Bryant
  - Meilleure chorégraphie pour Andrew Hallsworth
  - Meilleure actrice dans une comédie musicale pour Verity Hunt-Ballard

- Lucille Lortel Awards (en) 2017 : Meilleur second rôle masculin dans une comédie musicale pour Joel Perez

### Nominations
- Tony Awards 1966 : 
  - Meilleure partition originale pour Cy Coleman et Dorothy Fields
  - Meilleure actrice dans une comédie musicale pour Gwen Verdon
  - Meilleur second rôle masculin dans une comédie musicale pour John McMartin
  - Meilleur second rôle féminin dans une comédie musicale pour Helen Gallagher
  - Meilleure mise en scène pour une comédie musicale pour  Bob Fosse
  - Meilleurs décors pour une comédie musicale pour Robert Randolph
  - Meilleurs costumes pour une comédie musicale pour Irene Sharaff

- Drama Desk Awards 1986 : 
  - Meilleure actrice dans une comédie musicale pour Debbie Allen
  - Meilleur second rôle masculin dans une comédie musicale pour Michael Rupert
  - Meilleur second rôle féminin dans une comédie musicale pour Bebe Neuwirth
  - Meilleure mise en scène pour une comédie musicale pour Bob Fosse
  - Meilleures orchestrations pour Ralph Burns
- Tony Awards 1986 : Meilleure actrice dans une comédie musicale pour Debbie Allen

- Drama Desk Awards 2005 :
  - Meilleure reprise d'une comédie musicale
  - Meilleure actrice dans une comédie musicale pour Christina Applegate
  - Meilleurs décors pour Scott Pask
- Tony Awards 2005 : 
  - Meilleure reprise d'une comédie musicale
  - Meilleure actrice dans une comédie musicale pour Christina Applegate
  - Meilleure chorégraphie pour Wayne Cilento

- Laurence Olivier Awards 2009 : 
  - Meilleure reprise d'une comédie musicale
  - Meilleur second rôle féminin dans une comédie musicale pour Josefina Gabrielle
  - Meilleure chorégraphie pour Stephen Mear

- Helpmann Awards 2014 :
  - Meilleure comédie musicale
  - Meilleur acteur dans une comédie musicale pour Martin Crewes
  - Meilleur second rôle féminin dans une comédie musicale pour Debora Krizak
  - Meilleure direction musicale pour Andrew Worboys
  - Meilleure création sonore pour Jessica James-Moody

- Drama Desk Awards 2017 :
  - Meilleure reprise d'une comédie musicale
  - Meilleure actrice dans une comédie musicale pour Sutton Foster
- Lucille Lortel Awards 2017 : 
  - Meilleure reprise d'une comédie musicale
  - Meilleur acteur dans une comédie musicale pour Shuler Hensley
  - Meilleure actrice dans une comédie musicale pour Sutton Foster
  - Meilleur second rôle féminin dans une comédie musicale pour Asmeret Ghebremichael
  - Meilleure chorégraphie pour Joshua Bergasse